# Melecjusz (patriarcha Jerozolimy)
Melecjusz – prawosławny patriarcha Jerozolimy w latach 1731–1737.